# 苻琳
苻 琳（ふ りん、? - 384年）は、五胡十六国時代前秦の皇族。第3代君主苻堅の第5子である。字は永瑶。兄に第4代君主苻丕、皇太子苻宏、平原公苻暉がおり、弟に広平公苻熙・鉅鹿公苻叡・中山公苻詵がいる。

## 生涯
文武において才能を有していた。500斤の弓を引き、さらにその矢で鋳鉄や鋼の板を貫く事が出来たという。また、山水に赴けば詩文を作り、みな綺藻・清麗であった。その才覚は当代において傑出していたという。
苻堅の時代、河間公に封じられた。
384年7月、前秦に反旗を翻した慕容沖が長安から二百里の地点まで逼迫すると、苻堅は平原公苻暉に5万の兵を与えて慕容沖を迎撃させ、苻琳を中軍大将軍に任じて苻暉の後続とした。苻琳らは鄭西に進駐したが、慕容沖より攻撃を受けて大敗を喫した。その為、苻堅は尚書姜宇に3万の兵を与えると、苻琳と共に灞上へ進ませて慕容沖を撃たせた。だが、苻琳はまたも慕容沖軍に敗れ去り、姜宇は斬り殺され、苻琳もまた流れ矢に当たり亡くなった。